# Harlem Globetrotters
Harlem Globetrotters este o echipă de baschet demonstrativă, care a devenit celebră pentru spectacolul de pe teren. Echipa a fost înființată de Abe Saperstein în 1926 la  Chicago, Illinois. Numele Harlem provine de la cartierul newyorkez cu același nume, celebru pentru comunitatea afroamericană. De la înființare și până în prezent, echipa a jucat pe 20.000 de partide demonstrative în 118 țări.